# Děkanát Přerov
Děkanát Přerov je územní část olomoucké arcidiecéze. Jeho děkanem je Pavel Hofírek, místoděkanem Pavel Ryšavý. Skládá se z 24 farností (stav ze 13. srpna 2008). Adresa je Kratochvílova 116/6, 750 02 Přerov I-Město.
| Farnost              | Správce                                      | Farní kostel                   |
| -------------------- | -------------------------------------------- | ------------------------------ |
| Beňov                | excurrendo: Horní Moštěnice                  | sv. Františka z Assisi         |
| Bochoř               | excurrendo: Vlkoš u Přerova                  | sv. Floriána                   |
| Brodek u Přerova     | excurrendo: Rokytnice u Přerova              | Narození sv. Jana Křtitele     |
| Citov u Přerova      | excurrendo: Rokytnice u Přerova              | sv. Jiří                       |
| Domaželice           | excurrendo: Dřevohostice                     | sv. Jakuba Staršího            |
| Dřevohostice         | R. D. Mgr. Zdeněk Mlčoch (administrátor)     | kostel sv. Havla               |
| Horní Moštěnice      | P. Mgr. Marek František Glac (administrátor) | Nanebevzetí Panny Marie        |
| Kojetín              | P. Mgr. Pavel Ryšavý (farář)                 | Nanebevzetí Panny Marie        |
| Kokory               | P. Stanislav Čevela (farář)                  | Nanebevzetí P. Marie           |
| Křenovice u Kojetína | excurrendo: Kojetín                          | sv. Jana Nepomuckého           |
| Lobodice             | excurrendo: Tovačov                          | Neposkvrněného Početí P. Marie |
| Majetín              | excurrendo: Kokory                           | sv. Cyrila a Metoděje          |
| Měrovice nad Hanou   | excurrendo: Kojetín                          | sv. Bartoloměje                |
| Pavlovice u Přerova  | excurrendo:Dřevohostice                      | sv. Jiljí                      |
| Penčice              | excurrendo: Kokory                           | sv. Petra a Pavla              |
| Prosenice            | excurrendo: Osek nad Bečvou                  | sv. Jana Křtitele a Antonína   |
| Přerov               | P. Mgr. Pavel Hofírek (farář)                | sv. Vavřince                   |
| Přerov - Předmostí   | excurrendo:Přerov                            | sv. Maří Magdaleny             |
| Rokytnice u Přerova  | P. Mgr. Pavel Šíra (farář)                   | sv. Jakuba Staršího            |
| Říkovice             | excurrendo: Vlkoš u Přerova                  | sv. Anny                       |
| Stará Ves u Přerova  | excurrendo: Horní Moštěnice                  | Nanebevzetí Panny Marie        |
| Tovačov              | P. ThLic. František Urban, Th.D. (farář)     | sv. Václava                    |
| Troubky              | P. Mgr. Radek Sedlák (farář)                 | sv. Markéty                    |
| Vlkoš u Přerova      | P. Mgr. Piotr Wardecki (farář)               | sv. Prokopa                    |